# Катеринівка (Олександрійський район)
Катери́нівка — село в Україні, Попельнастівській сільській громаді Олександрійського району Кіровоградської області. Населення становить 2 особи.

## Населення
Згідно з переписом УРСР 1989 року чисельність наявного населення села становила 59 осіб, з яких 25 чоловіків та 34 жінки.
За переписом населення України 2001 року в селі мешкало 39 осіб.

### Мова
Розподіл населення за рідною мовою за даними перепису 2001 року:
| Мова       | Відсоток |
| ---------- | -------- |
| українська | 90,00 %  |
| білоруська | 5,00 %   |
| російська  | 5,00 %   |